# Iwajlo
Iwajlo (bulgarisch Ивайло) ist ein bulgarischer männlicher Vorname.
Iwajlo ist die männliche Form des bulgarischen Vornamens Iwajla.

## Namensträger
- Iwajlo (Bulgarien) († 1280), bulgarischer Rebellenführer und Zar von Bulgarien (reg. 1278–1279)
- Iwajlo Gabrowski (bulgarisch Ивайло Габровски; * 1978), bulgarischer Radrennfahrer
- Iwajlo Geraskow (bulgarisch Ивайло Герасков; * 1954), bulgarischer Film- und Theaterschauspieler
- Iwajlo Georgiew Kalfin (bulgarisch Ивайло Георгиев Калфин; * 1964), bulgarischer Politiker (Bulgarische Sozialistische Partei)
- Iwajlo Marinow (bulgarisch Ивайло Маринов; * 1960); bulgarischer Boxer und Olympiasieger
- Iwajlo Mladenow (bulgarisch Ивайло Младенов; * 1973), bulgarischer Weitspringer
- Iwajlo „Pifa“ Petrow (bulgarisch Ивайло Петров; * 1973), bulgarischer Fußballspieler
- Iwajlo Stojanow (* 1981), bulgarischer Fußballschiedsrichter

## Namensträgerinnen
- Iwajla Klinke, deutsche Regisseurin und Fotokünstlerin